# Podtočenský potok
Podtočenský potok je potok na hranici katastrů obcí Točná a Dolní Břežany, a tím tedy i na hranici hlavního města Prahy a Středočeského kraje, respektive okresu Praha-západ. Potok v Centrální evidenci vodních toků vůbec není uveden. Nazývá se podle studánky Pod Točnou i celkové své situace jižně od Točné. V Břežanskému údolí se zprava vlévá do Břežanského potoka, přičemž koncový úsek potoka spadá do katastrálního území Lhota u Dolních Břežan obce Dolní Břežany v okrese Praha-západ ve Středočeském kraji. Délka toku činí 0,98 km (od ulice Branišovská/K Točné).

## Průběh toku
Potok pramení na hranicích hlavního města Prahy a Středočeského kraje, mezi Prahou 12, respektive její částí Točná a obcí Dolní Břežany. Má více pramenišť, přičemž nejméně jeden pramen je situován někde severovýchodně od ulice Branišovské, respektive jejího pokračování K Točné, a tuto komunikaci v armatuře podtéká do údolí zvaného V Olšičkách. Tento výběžek lesa zvaného z točenské strany Starý lis (původně Starý les) a z dolnobřežanské strany Pod Spálenkou je místem, ke se nacházejí další prameniště potůčku, který zde nabývá na síle.
Odtud pak pokračuje prudkým údolím, spíše roklí či strží, nazývaném Na Dolech směrem k Břežanskému údolí, kde vytváří malé vodopády. Ze Starého lisu se do potůčku vlévá ještě pramen od studánky Pod Točnou. V dolní části toku je údolí přepaženo asi 2 metry vysokou mohutnou kamennou přehradou, která je ale z větší části zanesena. Pod přehradou, v místech kde se strž Na Dolech rozšiřuje do Břežanského údolí, je koryto potoka zanesené a vodoteč tak na posledních několika desítkách metrů své cesty do Břežanského potoka mizí v podzemí.
Podtočenský potok se dolní polovinou svého toku nachází v přírodní rezervaci Šance, a v přírodním parku Modřanská rokle-Cholupice a také v chráněné evropsky významné lokalitě Břežanské údolí.
Pozapomenutý Podtočenský potok je jasně patrný na starých mapách vojenských mapách (od první vojenské mapování). Na novějších mapách je značený například na státních mapách 1:5000 ze 70. a 80. let 20. stol.